# Ударная авиационная группа «Меч»

Ударная авиационная группа «Меч»  — авиационное воинское тактическое подразделение вооружённых сил РККА в Великой Отечественной войне, предназначенное для решения тактических задач завоевания господства в воздухе самостоятельно и в составе авиационной части или соединения.

## История
Создание ударных авиационных групп было обусловлено необходимостью решения задачи завоевания господства в воздухе в определённом пространстве. Первая известная ударная авиационная группа «Меч» была сформирована в июле 1943 года перед началом Белгородско-Харьковской операции из состава 294-й истребительной авиадивизии по решению генерал-майора авиации И. Д. Подгорного. Идея создать группу принадлежит командиру 4-го истребительного авиакорпуса генералу И. Д. Подгорному. Ему же принадлежит и идея названия группы — «Меч». Группа была создана из 16 истребителей под кодовым названием «Меч» под командованием командира 427-го истребительного авиационного полка майора Якименко Антона Дмитриевича и была укомплектована лучшими летчиками полка.
Группа состояла из двух подразделений. состоящих из 8-ми самолётов (2 звена по 2 пары). Ведущим первой восьмерки был назначен заместитель командира полка — штурман полка майор Матвей Иванович Зотов, второй восьмерки — командир эскадрильи капитан Чувелев Павел Максимович. Группа входила в состав 427-го истребительного авиационного полка (294-я истребительная авиационная дивизия, 4-й истребительный авиационный корпус, 5-я Воздушная армия, 2-й Украинский фронт). Отличительной особенностью группы была раскраска — ярко-красный нос самолёта от винта до кабины. Полк был оснащен самолётами Як-1.
Группа базировалась отдельно от остального полка, на соседнем аэродроме. В началом боевого дня группа занимала боевую готовность на аэродроме и действовала по вызову с командного пункта дивизии. Основная задача группы состояла в прикрытии наземных войск от атак бомбардировщиков. Свою особую роль группа сыграла в первые месяцы после своего формирования, в период начала Курской битвы, когда авиация противника наносила массированные удары по войскам Воронежского фронта в зоне ответственности 4-го истребительного авиакорпуса. Противник наносил удары смешанными группами в составе до 80 бомбардировщиков и более 40 истребителей прикрытия. Свои эффективными действиями группа не допускала пролёта бомбардировщиков к позициям войск Воронежского фронта, связывая боем истребители прикрытия и дезорганизуя боевые порядки бомбардировщиков, сбивая их и вынуждая сбрасывать подвешенные бомбы в поле или на свои войска.
Аналогичная группа была создана также в 183-м истребительном авиаполку из состава 294-й истребительной авиадивизии (с июля 1944 года — 150-й гвардейский истребительный авиационный полк) с таким же названием «Меч».

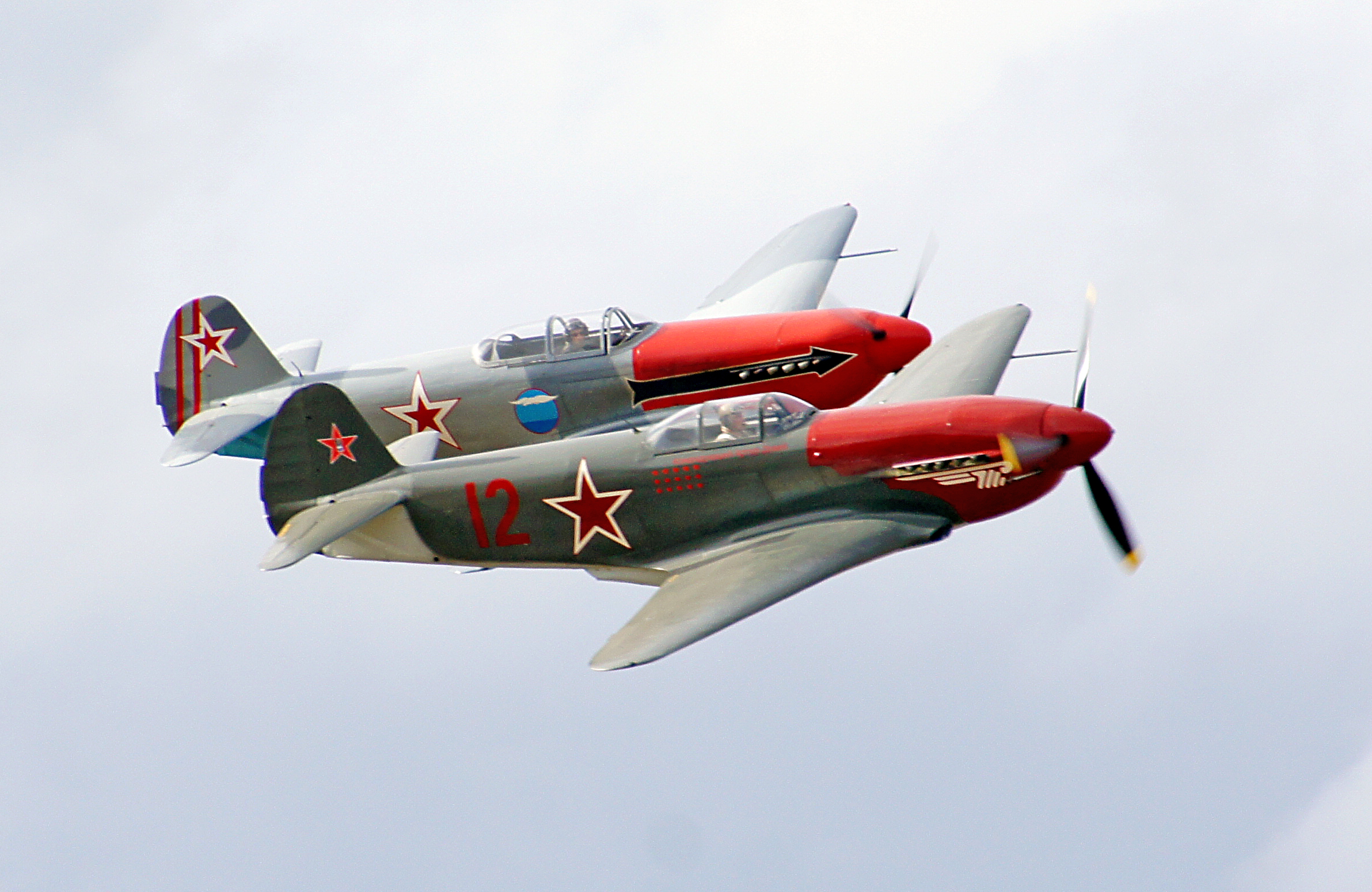
Примерно так выглядела раскраска самолётов группы — ярок-красный нос от винта до крыла. На фото показана пара восстановленных самолётов Як-3М.

Заслуживает внимания опыт боевого применения труппы «Меч» из 150-го гв. иап, которая часто использовалась для наращивания сил в воздушных боях. Этому способствовало то, что базировалась группа всего в 8-12 км от района боев и имела четкую связь с командным пунктом. Когда группа истребителей 13-й гв. иад в районе Рацкерестура вела воздушный бой с тридцатью FW-190, для наращивания сил по радио была вызвана четверка Як-3 с ведущим гвардии старшим лейтенантом С. И. Коноваловым. Бой длился 15-20 минут. И все это время Сергей Коновалов надежно удерживал восьмерку «Фокке-вульфов», загнав её в оборонительный круг. Умело и организованно ведя бой, ведущий атаковал «Ффоккера» и с короткой дистанции сбил его. Продолжая преследование противника, он уничтожил ещё один FW-190. А в это время летчики звена ударили по второй группе противника и сбили ещё три FW-190. Крупный налет на наземные войска был сорван.— Давтян С.М.